# Eleições autárquicas de 2013 em Odivelas
As eleições autárquicas de 2013 serviram para eleger os membros dos diferentes órgãos do poder local no Concelho de Odivelas.
Os resultados deram uma nova vitória ao Partido Socialista, que apresentava Susana Amador à liderança da Câmara, ao obter 39,52% dos votos e 6 vereadores.

## Resultados Oficiais
Os resultados para os diferentes órgãos do poder local no concelho de Odivelas foram os seguintes:

### Câmara Municipal
| Partido                 | Partido                        | Votos   | %               | +/-   | Vereadores | +/- |
| ----------------------- | ------------------------------ | ------- | --------------- | ----- | ---------- | --- |
|                         | Partido Socialista             | 20 821  | 39,52 / 100,00  | 1,91  | 6 / 11     | 1   |
|                         | Coligação Democrática Unitária | 11 196  | 21,25 / 100,00  | 1,08  | 3 / 11     | 1   |
|                         | Partido Social Democrata       | 9 726   | 18,46 / 100,00  | -     | 2 / 11     | -   |
|                         | Bloco de Esquerda              | 2 632   | 5,00 / 100,00   | 1,24  | 0 / 11     |     |
|                         | CDS-PPM-MPT                    | 2 179   | 4,14 / 100,00   | -     | 0 / 11     | -   |
|                         | PCTP/MRPP                      | 750     | 1,42 / 100,00   | -     | 0 / 11     | -   |
|                         | Partido Trabalhista Português  | 394     | 0,75 / 100,00   | -     | 0 / 11     | -   |
| Votos Inválidos         | Votos Inválidos                | 4 986   | 9,46 / 100,00   | 6,75  |            |     |
| Total                   | Total                          | 52 684  | 100,00 / 100,00 |       | 11 / 11    |     |
| Eleitorado/Participação | Eleitorado/Participação        | 122 822 | 42,89 / 100,00  | 11,48 |            |     |

### Assembleia Municipal
| Partido                 | Partido                        | Votos   | %               | +/-   | Mandatos | +/- |
| ----------------------- | ------------------------------ | ------- | --------------- | ----- | -------- | --- |
|                         | Partido Socialista             | 19 169  | 36,35 / 100,00  | 0,23  | 14 / 33  | 1   |
|                         | Coligação Democrática Unitária | 12 725  | 24,13 / 100,00  | 2,94  | 9 / 33   | 2   |
|                         | Partido Social Democrata       | 9 719   | 18,43 / 100,00  | -     | 7 / 33   | -   |
|                         | Bloco de Esquerda              | 3 266   | 6,19 / 100,00   | 1,27  | 2 / 33   | 1   |
|                         | CDS-PPM-MPT                    | 2 606   | 4,94 / 100,00   | -     | 1 / 33   | -   |
| Votos Inválidos         | Votos Inválidos                | 5 244   | 9,94 / 100,00   | 6,97  |          |     |
| Total                   | Total                          | 52 729  | 100,00 / 100,00 |       | 33 / 33  |     |
| Eleitorado/Participação | Eleitorado/Participação        | 122 822 | 42,93 / 100,00  | 11,44 |          |     |

### Juntas de Freguesia
| Partido                 | Partido                        | Votos   | %               | +/-   | Presidentes | Mandatos | +/- |
| ----------------------- | ------------------------------ | ------- | --------------- | ----- | ----------- | -------- | --- |
|                         | Partido Socialista             | 18 607  | 35,32 / 100,00  | 0,02  | 3 / 4       | 31 / 72  | 9   |
|                         | Coligação Democrática Unitária | 13 948  | 26,48 / 100,00  | 2,63  | 1 / 4       | 22 / 72  | 2   |
|                         | Partido Social Democrata       | 9 305   | 17,66 / 100,00  | -     | 0 / 4       | 14 / 72  | -   |
|                         | Bloco de Esquerda              | 2 892   | 5,49 / 100,00   | 0,99  | 0 / 4       | 4 / 72   | 2   |
|                         | CDS-PPM-MPT                    | 2 501   | 4,75 / 100,00   | -     | 0 / 4       | 1 / 72   | -   |
|                         | Partido Trabalhista Português  | 335     | 0,64 / 100,00   | -     | 0 / 4       | 0 / 72   | -   |
| Votos Inválidos         | Votos Inválidos                | 5 094   | 9,67 / 100,00   | 6,61  |             |          |     |
| Total                   | Total                          | 52 682  | 100,00 / 100,00 |       | 4 / 4       | 72 / 72  | 29  |
| Eleitorado/Participação | Eleitorado/Participação        | 122 822 | 42,89 / 100,00  | 11,48 |             |          |     |

## Resultados por Freguesia

### Câmara Municipal
| Partido                              | %     | %     | %     | %    | %            | %    | %    | Votantes |
| Partido                              | PS    | CDU   | PSD   | BE   | CDS- PPM-MPT | PCTP | PTP  | Votantes |
| ------------------------------------ | ----- | ----- | ----- | ---- | ------------ | ---- | ---- | -------- |
| Odivelas                             | 39,23 | 20,06 | 19,20 | 5,17 | 4,88         | 1,31 | 0,73 | 20 905   |
| Pontinha e Famões                    | 40,55 | 19,73 | 18,76 | 5,15 | 3,74         | 1,50 | 0,92 | 12 771   |
| Póvoa de Santo Adrião e Olival Basto | 44,37 | 19,00 | 17,47 | 5,19 | 3,25         | 1,35 | 0,70 | 6 951    |
| Ramada e Caneças                     | 36,13 | 26,23 | 17,44 | 4,41 | 3,77         | 1,59 | 0,63 | 12 057   |
| Odivelas                             | 39,52 | 21,25 | 18,46 | 5,00 | 4,14         | 1,42 | 0,75 | 52 684   |

#### Odivelas
| Partido                 | Partido                        | Votos  | %               | +/-   |
| ----------------------- | ------------------------------ | ------ | --------------- | ----- |
|                         | Partido Socialista             | 8 202  | 39,23 / 100,00  | 0,58  |
|                         | Coligação Democrática Unitária | 4 193  | 20,06 / 100,00  | 1,59  |
|                         | Partido Social Democrata       | 4 013  | 19,20 / 100,00  | -     |
|                         | Bloco de Esquerda              | 1 081  | 5,17 / 100,00   | 1,89  |
|                         | CDS-PPM-MPT                    | 1 021  | 4,88 / 100,00   | -     |
|                         | PCTP/MRPP                      | 273    | 1,31 / 100,00   | -     |
|                         | Partido Trabalhista Português  | 152    | 0,73 / 100,00   | -     |
| Votos Inválidos         | Votos Inválidos                | 1 970  | 9,42 / 100,00   | 6,73  |
| Total                   | Total                          | 20 905 | 100,00 / 100,00 |       |
| Eleitorado/Participação | Eleitorado/Participação        | 51 038 | 40,96 / 100,00  | 12,88 |

#### Pontinha e Famões
| Partido                 | Partido                        | Votos  | %               | +/-  |
| ----------------------- | ------------------------------ | ------ | --------------- | ---- |
|                         | Partido Socialista             | 5 179  | 40,55 / 100,00  | 2,43 |
|                         | Coligação Democrática Unitária | 2 520  | 19,73 / 100,00  | 1,22 |
|                         | Partido Social Democrata       | 2 396  | 18,76 / 100,00  | -    |
|                         | Bloco de Esquerda              | 658    | 5,15 / 100,00   | 0,41 |
|                         | CDS-PPM-MPT                    | 478    | 3,74 / 100,00   | -    |
|                         | PCTP/MRPP                      | 191    | 1,50 / 100,00   | -    |
|                         | Partido Trabalhista Português  | 117    | 0,92 / 100,00   | -    |
| Votos Inválidos         | Votos Inválidos                | 1 232  | 9,65 / 100,00   | 6,62 |
| Total                   | Total                          | 12 771 | 100,00 / 100,00 |      |
| Eleitorado/Participação | Eleitorado/Participação        | 29 129 | 43,84 / 100,00  | 9,81 |

#### Póvoa de Santo Adrião e Olival Basto
| Partido                 | Partido                        | Votos  | %               | +/-  |
| ----------------------- | ------------------------------ | ------ | --------------- | ---- |
|                         | Partido Socialista             | 3 084  | 44,37 / 100,00  | 3,24 |
|                         | Coligação Democrática Unitária | 1 321  | 19,00 / 100,00  | 3,26 |
|                         | Partido Social Democrata       | 1 214  | 17,47 / 100,00  | -    |
|                         | Bloco de Esquerda              | 361    | 5,19 / 100,00   | 0,50 |
|                         | CDS-PPM-MPT                    | 226    | 3,25 / 100,00   | -    |
|                         | PCTP/MRPP                      | 94     | 1,35 / 100,00   | -    |
|                         | Partido Trabalhista Português  | 49     | 0,70 / 100,00   | -    |
| Votos Inválidos         | Votos Inválidos                | 602    | 8,66 / 100,00   | 6,24 |
| Total                   | Total                          | 6 951  | 100,00 / 100,00 |      |
| Eleitorado/Participação | Eleitorado/Participação        | 16 265 | 42,74 / 100,00  | 9,79 |

#### Ramada e Caneças
| Partido                 | Partido                        | Votos  | %               | +/-   |
| ----------------------- | ------------------------------ | ------ | --------------- | ----- |
|                         | Partido Socialista             | 4 356  | 36,13 / 100,00  | 3,32  |
|                         | Coligação Democrática Unitária | 3 162  | 26,23 / 100,00  | 1,83  |
|                         | Partido Social Democrata       | 2 103  | 17,44 / 100,00  | -     |
|                         | Bloco de Esquerda              | 532    | 4,41 / 100,00   | 1,45  |
|                         | CDS-PPM-MPT                    | 454    | 3,77 / 100,00   | -     |
|                         | PCTP/MRPP                      | 192    | 1,59 / 100,00   | -     |
|                         | Partido Trabalhista Português  | 76     | 0,63 / 100,00   | -     |
| Votos Inválidos         | Votos Inválidos                | 1 182  | 9,80 / 100,00   | 7,19  |
| Total                   | Total                          | 12 057 | 100,00 / 100,00 |       |
| Eleitorado/Participação | Eleitorado/Participação        | 26 390 | 45,69 / 100,00  | 11,89 |

### Assembleia Municipal
| Partido                              | %     | %     | %     | %    | %            | Votantes |
| Partido                              | PS    | CDU   | PSD   | BE   | CDS- PPM-MPT | Votantes |
| ------------------------------------ | ----- | ----- | ----- | ---- | ------------ | -------- |
| Odivelas                             | 35,99 | 22,26 | 19,26 | 6,43 | 6,01         | 20 909   |
| Pontinha e Famões                    | 38,20 | 22,05 | 19,06 | 6,21 | 4,36         | 12 810   |
| Póvoa de Santo Adrião e Olival Basto | 42,78 | 20,80 | 17,28 | 6,27 | 3,90         | 6 952    |
| Ramada e Caneças                     | 31,32 | 31,51 | 17,00 | 5,73 | 4,30         | 12 058   |
| Odivelas                             | 36,35 | 24,13 | 18,43 | 6,19 | 4,94         | 52 729   |

#### Odivelas
| Partido                 | Partido                        | Votos  | %               | +/-   |
| ----------------------- | ------------------------------ | ------ | --------------- | ----- |
|                         | Partido Socialista             | 7 525  | 35,99 / 100,00  | 0,80  |
|                         | Coligação Democrática Unitária | 4 655  | 22,26 / 100,00  | 3,14  |
|                         | Partido Social Democrata       | 4 027  | 19,26 / 100,00  | -     |
|                         | Bloco de Esquerda              | 1 344  | 6,43 / 100,00   | 2,03  |
|                         | CDS-PPM-MPT                    | 1 257  | 6,01 / 100,00   | -     |
| Votos Inválidos         | Votos Inválidos                | 2 101  | 10,05 / 100,00  | 7,19  |
| Total                   | Total                          | 20 909 | 100,00 / 100,00 |       |
| Eleitorado/Participação | Eleitorado/Participação        | 51 038 | 40,97 / 100,00  | 12,87 |

#### Pontinha e Famões
| Partido                 | Partido                        | Votos  | %               | +/-  |
| ----------------------- | ------------------------------ | ------ | --------------- | ---- |
|                         | Partido Socialista             | 4 893  | 38,20 / 100,00  | 0,92 |
|                         | Coligação Democrática Unitária | 2 825  | 22,05 / 100,00  | 2,40 |
|                         | Partido Social Democrata       | 2 441  | 19,06 / 100,00  | -    |
|                         | Bloco de Esquerda              | 795    | 6,21 / 100,00   | 0,39 |
|                         | CDS-PPM-MPT                    | 559    | 4,36 / 100,00   | -    |
| Votos Inválidos         | Votos Inválidos                | 1 297  | 10,12 / 100,00  | 6,91 |
| Total                   | Total                          | 12 810 | 100,00 / 100,00 |      |
| Eleitorado/Participação | Eleitorado/Participação        | 29 129 | 43,98 / 100,00  | 9,67 |

#### Póvoa de Santo Adrião e Olival Basto
| Partido                 | Partido                        | Votos  | %               | +/-  |
| ----------------------- | ------------------------------ | ------ | --------------- | ---- |
|                         | Partido Socialista             | 2 974  | 42,78 / 100,00  | 2,82 |
|                         | Coligação Democrática Unitária | 1 446  | 20,80 / 100,00  | 3,22 |
|                         | Partido Social Democrata       | 1 201  | 17,28 / 100,00  | -    |
|                         | Bloco de Esquerda              | 436    | 6,27 / 100,00   | 0,48 |
|                         | CDS-PPM-MPT                    | 271    | 3,90 / 100,00   | -    |
| Votos Inválidos         | Votos Inválidos                | 624    | 9,98 / 100,00   | 7,19 |
| Total                   | Total                          | 6 952  | 100,00 / 100,00 |      |
| Eleitorado/Participação | Eleitorado/Participação        | 16 265 | 42,74 / 100,00  | 9,78 |

#### Ramada e Caneças
| Partido                 | Partido                        | Votos  | %               | +/-   |
| ----------------------- | ------------------------------ | ------ | --------------- | ----- |
|                         | Coligação Democrática Unitária | 3 799  | 31,51 / 100,00  | 2,42  |
|                         | Partido Socialista             | 3 777  | 31,32 / 100,00  | 0,25  |
|                         | Partido Social Democrata       | 2 050  | 17,00 / 100,00  | -     |
|                         | Bloco de Esquerda              | 691    | 5,73 / 100,00   | 1,43  |
|                         | CDS-PPM-MPT                    | 519    | 4,30 / 100,00   | -     |
| Votos Inválidos         | Votos Inválidos                | 1 222  | 10,13 / 100,00  | 7,11  |
| Total                   | Total                          | 12 058 | 100,00 / 100,00 |       |
| Eleitorado/Participação | Eleitorado/Participação        | 26 390 | 45,69 / 100,00  | 11,89 |

### Juntas de Freguesia

#### Odivelas
| Partido                 | Partido                        | Votos  | %               | +/-   | Mandatos | +/-     |
| ----------------------- | ------------------------------ | ------ | --------------- | ----- | -------- | ------- |
|                         | Partido Socialista             | 7 547  | 36,10 / 100,00  | 0,18  | 9 / 21   | 1       |
|                         | Coligação Democrática Unitária | 4 614  | 22,07 / 100,00  | 2,10  | 5 / 21   | 1       |
|                         | Partido Social Democrata       | 3 982  | 19,05 / 100,00  | -     | 5 / 21   | -       |
|                         | CDS-PPM-MPT                    | 1 281  | 6,13 / 100,00   | -     | 1 / 21   | -       |
|                         | Bloco de Esquerda              | 1 224  | 5,86 / 100,00   | 1,54  | 1 / 21   | Estável |
|                         | Partido Trabalhista Português  | 193    | 0,92 / 100,00   | -     | 0 / 21   | -       |
| Votos Inválidos         | Votos Inválidos                | 2 062  | 9,86 / 100,00   | 6,96  |          |         |
| Total                   | Total                          | 20 903 | 100,00 / 100,00 |       | 21 / 21  |         |
| Eleitorado/Participação | Eleitorado/Participação        | 51 038 | 40,96 / 100,00  | 12,87 |          |         |

#### Pontinha e Famões
| Partido                 | Partido                        | Votos  | %               | Mandatos |
| ----------------------- | ------------------------------ | ------ | --------------- | -------- |
|                         | Partido Socialista             | 4 805  | 37,62 / 100,00  | 9 / 19   |
|                         | Coligação Democrática Unitária | 2 843  | 22,26 / 100,00  | 5 / 19   |
|                         | Partido Social Democrata       | 2 482  | 19,43 / 100,00  | 4 / 19   |
|                         | Bloco de Esquerda              | 699    | 5,47 / 100,00   | 1 / 19   |
|                         | CDS-PPM-MPT                    | 516    | 4,04 / 100,00   | 0 / 19   |
|                         | Partido Trabalhista Português  | 142    | 1,11 / 100,00   | 0 / 19   |
| Votos Inválidos         | Votos Inválidos                | 1 284  | 10,05 / 100,00  |          |
| Total                   | Total                          | 12 771 | 100,00 / 100,00 | 19 / 19  |
| Eleitorado/Participação | Eleitorado/Participação        | 29 129 | 43,84 / 100,00  |          |

#### Póvoa de Santo Adrião e Olival Basto
| Partido                 | Partido                        | Votos  | %               | Mandatos |
| ----------------------- | ------------------------------ | ------ | --------------- | -------- |
|                         | Partido Socialista             | 3 137  | 45,13 / 100,00  | 7 / 13   |
|                         | Coligação Democrática Unitária | 1 421  | 20,44 / 100,00  | 3 / 13   |
|                         | Partido Social Democrata       | 1 108  | 15,94 / 100,00  | 2 / 13   |
|                         | Bloco de Esquerda              | 404    | 5,81 / 100,00   | 1 / 13   |
|                         | CDS-PPM-MPT                    | 252    | 3,63 / 100,00   | 0 / 13   |
| Votos Inválidos         | Votos Inválidos                | 629    | 9,05 / 100,00   |          |
| Total                   | Total                          | 6 951  | 100,00 / 100,00 | 13 / 13  |
| Eleitorado/Participação | Eleitorado/Participação        | 16 265 | 42,74 / 100,00  |          |

#### Ramada e Caneças
| Partido                 | Partido                        | Votos  | %               | Mandatos |
| ----------------------- | ------------------------------ | ------ | --------------- | -------- |
|                         | Coligação Democrática Unitária | 5 070  | 42,05 / 100,00  | 9 / 19   |
|                         | Partido Socialista             | 3 118  | 25,86 / 100,00  | 6 / 19   |
|                         | Partido Social Democrata       | 1 733  | 14,37 / 100,00  | 3 / 19   |
|                         | Bloco de Esquerda              | 565    | 4,69 / 100,00   | 1 / 19   |
|                         | CDS-PPM-MPT                    | 452    | 3,75 / 100,00   | 0 / 19   |
| Votos Inválidos         | Votos Inválidos                | 1 119  | 9,28 / 100,00   |          |
| Total                   | Total                          | 12 057 | 100,00 / 100,00 | 19 / 19  |
| Eleitorado/Participação | Eleitorado/Participação        | 26 390 | 45,69 / 100,00  |          |

#### Juntas antes e depois das Eleições
| Freguesia                            | 2009-2013   | 2009-2013       | 2009-2013      | 2013-2017 | 2013-2017                      | 2013-2017      |
| ------------------------------------ | ----------- | --------------- | -------------- | --------- | ------------------------------ | -------------- |
| Odivelas                             |             | PSD-CDS-MPT-PPM | 36,53 / 100,00 |           | Partido Socialista             | 36,10 / 100,00 |
| Pontinha e Famões                    | Não Existia | Não Existia     | Não Existia    |           | Partido Socialista             | 37,62 / 100,00 |
| Póvoa de Santo Adrião e Olival Basto | Não Existia | Não Existia     | Não Existia    |           | Partido Socialista             | 45,13 / 100,00 |
| Ramada e Caneças                     | Não Existia | Não Existia     | Não Existia    |           | Coligação Democrática Unitária | 42,05 / 100,00 |